# Kröppelshagen-Fahrendorf
Kröppelshagen-Fahrendorf är en kommun med orterna  Kröppelshagen och Fahrendorf i Kreis Herzogtum Lauenburg i förbundslandet Schleswig-Holstein i Tyskland.
Kommunen ingår i kommunalförbundet Amt Hohe Elbgeest tillsammans med ytterligare 9 kommuner.